# 朱日紅
朱日紅（1934年6月1日—2020年9月1日），順德龍山人，生于廣州。香港粵語片電影演員及電影幕後工作者，是十大導中珠璣(1920-1988)的妹妹。與李香琴、任冰兒、梁素琴、黎坤蓮、金影憐、許卿卿、英麗梨及譚倩紅九位二幫花旦結義成金蘭姊妹，合稱『九大姐』。
朱日紅退居幕後轉任電影場記及副導演，被尊稱為「場記王」，暱稱「八姐」。她是「新藝城」的中堅分子，與麥嘉、黃百鳴、石天、許冠傑、洪金寶等合作無間。除電影外更先後任《南海十三郎》、《人間有情》、《聊齋新誌》等舞台劇的服裝統籌。她的告別作是杜國威執導的《Miss杜十娘》。
1990年獲第9屆香港電影金像獎頒發專業精神獎。
2020年9月1日，朱日紅離世，享年86歲。

## 電影

### 演出作品
- 後窗（1955年）
- 香城九鳳（1964年）
- 拍案驚奇（1975年）
- 偷情先生（1989年）
- 開心鬼救開心鬼（1990年）
- 千王1991（1991年）

### 任場記電影
- 無情大海有情天（1957年）
- 花債狀元還（1958年）
- 望兒亭（下集）（1960年）
- 梨花一枝春帶雨（1960年）
- 望兒亭（上集）（1960年）
- 鬱金香（1961年）
- 清宮劍影錄（上集）（1963年）
- 白骨陰陽劍（四集）（1963年）
- 劍神傳（上集）（1963年）
- 八表雄風（1963年）
- 白蟒鬧龍（1963年）
- 七彩寶蓮燈（1963年）
- 三個正宮救太子（下集）（1964年）
- 金箭銀龍（1964年）
- 錦秀天堂（1964年）
- 三個正宮救太子（上集）（1964年）
- 願嫁鬼新郎（1966年）
- 一水隔天涯（1966年）
- 長髮姑娘（1967年）

### 任副導演電影
- 威風大少惡千金（1969年）
- 學府新潮（1970年）
- 降龍伏虎（1971年）
- 聾啞劍（1971年）
- 天涯客（1972年）
- 風流艷盜（1972年）
- 至尊寶（1974年）
- 二龍爭珠（1974年）
- 花飛滿城春（1975年）
- 三笑姻緣（1975年）
- 拍案驚奇（1975年）
- 帝女花（1976年）
- 大男人（1977年）
- 紫釵記（1977年）
- 贊先生與找錢華（1978年）
- 鬼馬狂潮（1978年）
- 搏命單刀奪命搶（1979年）
- 無名小卒（1979年）
- 雜家小子（1979年）
- 滑稽時代（1980年）
- 鹹魚番生（1980年）
- 瘋狂大老千（1980年）
- 再生人（1981年）
- 歡樂神仙窩（1981年）
- 熱浪（1982年）
- 最佳拍檔（1982年）
- 聖誕快樂（1984年）
- 開心鬼（1984年）
- 為你鍾情（1985年）
- 恭喜發財（1985年）
- 開心鬼放暑假（1985年）
- 最佳拍檔千里救差婆（1986年）
- 英雄正傳（1986年）
- 開心鬼撞鬼（1986年）
- 橫財三千萬（1987年）
- 呷醋大丈夫（1987年）
- 衛斯理傳奇（1987年）
- 七年之癢（1987年）
- 八星報喜（1988年）
- 殺之戀（1988年）
- 新最佳拍檔（1989年）
- 合家歡（1989年）
- 天若有情（1990年）
- 開心鬼救開心鬼（1990年）
- 老豆唔怕多（1991年）
- 開心鬼5上錯身（1991年）
- 洪福齊天（1991年）
- 豪門夜宴（1991年）
- 家有囍事（1992年）
- 何日金再來（1992年）
- 水滸笑傳（1993年）
- 花田囍事（1993年）
- 觸目驚心（1993年）
- 白髮魔女傳（1993年）
- 白髮魔女2（1993年）
- 年年有今日（1994年）
- 大富之家（1994年）
- 伴我同行（1994年）
- 人間有情（1995年）
- 偷錯隔牆花（1995年）
- 豆丁奇遇記（1997年）
- 南海十三郎（1997年）
- 九星報喜（1998年）
- 創業玩家（2000年）
- 地久天長（2001年）
- Miss杜十娘（2003年）

## 外部連結
- 朱日紅在香港影庫上的簡介
- 朱日紅在互联网电影资料库（IMDb）上的資料（英文）